# 派尼福克鎮區 (阿肯色州夏普縣)
派尼福克鎮區（英語：Piney Fork Township）是位於美國阿肯色州夏普縣的一個行政鎮區。

## 地方資料
派尼福克鎮區的面積為91.15平方千米，當中陸地面積為91.01平方千米，而水域面積為0.14平方千米。根據2010年美國人口普查的數據，當地共有人口944人，而人口密度為每平方千米10.36人。